# Campeonato Acreano de Futebol Feminino
O Campeonato Acriano de Futebol Feminino é o campeonato de futebol feminino do Acre. É organizado pela FFAC desde 2007.
A 1ª fase do campeonato é disputada em pontos corridos e as quatro melhores equipes avançam às semifinais.

## Títulos

### Por clube
| Clube            | Títulos                                 | Vice-Campeão                            |
| ---------------- | --------------------------------------- | --------------------------------------- |
| Assermurb        | 6 (2008, 2009, 2010, 2013, 2016 e 2022) | 6 (2017, 2018, 2019, 2021, 2023 e 2024) |
| Atlético Acreano | 5 (2015, 2017, 2018, 2019 e 2023)       | 2 (2012 e 2016)                         |
| Amazônia         | 2 (2011 e 2012)                         | 1 (2013)                                |
| Galvez           | 1 (2024)                                | 2 (2015 e 2022)                         |
| Andirá           | 1 (2007)                                | 0                                       |
| Rio Branco-AC    | 1 (2021)                                | 0                                       |
| Volta Redonda    | 0                                       | 1 (2009)                                |

### Por cidade
| Cidade     | Títulos                                                                                              |
| ---------- | --- |
| Rio Branco | 16 (2007, 2008, 2009, 2010, 2011, 2012, 2013, 2015, 2016, 2017, 2018, 2019, 2021, 2022, 2023 e 2024) |